# La Première Nuit d'amour
Albums de Nicole Martin
Nicole et Frédéric Jimmy Jimmy
La Première Nuit d'amour est le 2e album studio de Nicole Martin. L'album est sorti en 1972 chez Disques Campus.

## Liste des titres
| No  | Titre                            | Paroles           | Musique                       | Durée |
| --- | -------------------------------- | ----------------- | ----------------------------- | ----- |
| 1.  | La première nuit d’amour         | Gilles Brown      | Roland Kent LaVoie (dit Lobo) | 2 :46 |
| 2.  | Tout tourne et tout bouge        | Nicole Vidal      | Jimmy Bond                    | 2 :04 |
| 3.  | Je n’partirai plus               | Pierre Létourneau | Jimmy Bond                    | 3 :19 |
| 4.  | Nous sommes comme le rock’n roll | Nicole Vidal      | Jimmy Bond                    | 2 :05 |
| 5.  | Si c’est toi                     | Pierre Létourneau | Jimmy Bond                    | 2 :34 |
| 6.  | Une photo de toi                 | Gilles Brown      | D. Williams                   | 3 :00 |
| 7.  | Je revis Dieu merci              | Nicole Vidal      | Jimmy Bond                    | 1 :49 |
| 8.  | Toi mon ami mon amour            | Gilles Brown      | D. Williams                   | 2 :45 |
| 9.  | Le monde est beau                | Pierre Létourneau | Jimmy Bond                    | 2 :45 |
| 10. | Je veux t’aimer toi              | Nicole Vidal      | Jimmy Bond                    | 2 :35 |

## Singles extraits de l'album
- Une photo de toi
- Tout tourne et tout bouge
- La première nuit d’amour
- Je n’partirai plus
- Le monde est beau
- Toi mon ami mon amour
- Nous sommes comme le rock’n roll

## Autres informations - Crédits
- Producteurs : Yves Martin, Jimmy Bond
- Arrangements musicaux et orchestre : Jacques Crevier, Jimmy Bond
- Photographie : Daniel Poulin
- Promotion : Jean-Pierre Lecours